# Philip Stekl
Philip William Stekl, född 20 januari 1956 i Middletown i Connecticut, är en amerikansk roddare.
Han tog OS-silver i fyra utan styrman i samband med de olympiska roddtävlingarna 1984 i Los Angeles.